# 大布德基 (涅德里蓋利夫區)
50°52′16″N 34°2′13″E / 50.87111°N 34.03694°E
大布德基（烏克蘭語：Великі Будки）是位於烏克蘭東北部的村莊，由蘇梅州羅姆內區的維利尚納市鎮負責管轄。該村處於蘇拉河畔，距離傑爾卡奇夫卡1公里，海拔高度126米，2001年人口810。